# Fujiwara no Anshi
Fujiwara no Anshi, född 927, död 964, var en japansk kejsarinna, gift med kejsar Murakami. 

## Biografi
Fujiwara no Anshi var dotter till Fujiwara no Morosuke och syster till regenterna Fujiwara no Koremasa (regent 970–972), Fujiwara no Kanemichi (regent 972–977) och Fujiwara no Kaneie (regent 986–990) samt kusin till Fujiwara no Yoritada (regent 977–986).
Anshi hade placerats i kejsarens harem i enlighet med Fujiwara-klanens sed att placera sina döttrar där för att gynna familjens maktinnehav, och hon betraktades av dem som framgångsrik: hon fick titeln kejsarinna, hon fick tre söner med kejsaren, och hon ska dessutom ha utövat ett ovanligt stort inflytande över monarken. Hennes syster Toshi (d. 975) var gift med kejsarens halvbror prins Shigeakira (904–954) och ska under en tid ha haft ett förhållande med kejsar Murakami: detta förhållande avslutades på grund av Anshis missnöje, och återupptogs inte förrän efter hennes död.
Fujiwara no Anshi stödde sin andre son Tamehira som tronföljare framför sin äldre son Reizi, som ansågs vara psykiskt sjuk, men Tamehira hann aldrig utnämnas till kronprins före hennes död 964, och när han sedan gifte sig med en person som inte tillhörde ätten Fujiwara, såg regentfamiljen till att Reizi blev kejsare och Anshis tredje son hans kronprins.
När Fujiwara no Koremasa avled 972, visade Fujiwara no Kanemichi upp ett dokument för hennes son kejsaren i vilket Anshi föreskrev att regentämbetet borde ärvas i åldersordning, vilket gjorde att kejsaren utnämnde Fujiwara no Kanemichi till näste regent snarare än deras mer populära yngre bror Fujiwara no Kaneie.